# Centaurea hyalolepis
Centaurea hyalolepis — вид рослин роду волошка (Centaurea), з родини айстрових (Asteraceae).

## Опис рослини
Це однорічна рослина. Стебла 25–40 см у висоту. Листки розсічені один раз, зубчасті або дрібно-зубчасті, не колючі. Квітки рожеві, пурпурні, жовті. Період цвітіння: березень, квітень, травень, червень.

## Середовище проживання
Поширений у північно-західній Африці (Марокко), Греції й Західній Азії (Туреччина, Кіпр, Ліван, Ізраїль, Йорданія, Іран, Ірак, Сирія, Саудівська Аравія, Ємен); інтродукований на заході Європи (Англія, Франція, Іспанія, Бельгія, Німеччина, Італія, Мальта) — скрізь випадковий крім Іспанії. Населяє середземноморські ліси й чагарники, напівстепові чагарники, чагарникові степи, пустелі.